# てしろぎたかし
てしろぎ たかし（1963年10月31日 - ）は、日本の漫画家。東京都出身。
『少年ジャンプ Winter Special』（集英社）誌上にて、「はるかなる出発」でデビュー。代表作は『グランダー武蔵』など。主に『月刊コロコロコミック』系列の雑誌で作品を発表している。

## 作品リスト
- サカキ（原作：林律雄、『スーパージャンプ』、全1巻）
- ガメラ2 レギオン襲来（原作：伊藤和典、『別冊コロコロコミック』1996年4月号 - 1996年8月号、全1巻）
- バスハンター水丸（『月刊コロコロコミック』1996年9月号）
- スーパーフィッシング グランダー武蔵（原作：藤本信行、『月刊コロコロコミック』1996年11月号 - 2000年2月号、全10巻）
- グランダー武蔵JS（『ハイパーコロコロ』1999年春号・夏号）
- ダッシュ!一番（『月刊コロコロコミック』2000年5月号）
- 音速バスター DANGUN弾（『月刊コロコロコミック』2000年6月号 - 2004年2月号、全8巻）
- ポケットモンスターアニメコミック サトシとピカチュウ（『別冊コロコロコミック』2000年4月号 - 2006年2月号、全6巻）
- 劇場版ポケットモンスターAGスペシャルコミック 裂空の訪問者 デオキシス（『月刊コロコロコミック』2004年5月号 - 2004年7月号、全1巻）
- 聖犬王 大地のガブ（『月刊コロコロコミック』2007年1月号別冊付録・ギャグコロコミック超豪華お正月号）
- 大怪獣バトル ウルトラモンスターズ戦記（『別冊コロコロコミック』2007年6月号、8月号）
- だんだら 浪士紅蓮隊（『MiChao!』）
- ポケモンバトリオ めざせ!バトリオマスター（『コロコロイチバン!』20号 - 2012年5月号）
- マジパング（『月刊コロコロコミック』2010年4月号 - 2010年8月号、全1巻）
- パズブレイク（『別冊コロコロコミック』2011年2月号 - 2011年8月号、全1巻）
- レキタン!（読売KODOMO新聞）
- 平成の天皇（学習まんが人物館、2019年7月）
- R★P ロマンポルノ（原作：久麻當郎、電子書籍限定単話配信、2021年11月4日[1] - ）
- 大善きたる（『コミック乱』2024年10月号[2]）

## 活動
- 2019年3月2日、3日に高知県高知市文化プラザかるぽーとなどで開催されたイベント「第5回 全国漫画家大会議 in まんが王国・土佐」に、ゲスト漫画家のひとりとして出演[3]。